# Belgische federale verkiezingen 2010/Kandidatenlijsten/N-VA
Dit zijn de kandidatenlijsten van de N-VA voor de Belgische federale verkiezingen van 2010. De verkozenen staan vetgedrukt.

## Antwerpen

### Effectieven
1. Jan Jambon
2. Sophie De Wit
3. Flor Van Noppen
4. Zuhal Demir
5. Reinilde Van Moer
6. Jan Van Esbroeck
7. Rita Bellens
8. Minneke De Ridder
9. Dirk Van De Voorde
10. Erik Broeckx
11. Tine van der Vloet
12. Patricia Frederickx
13. Bruno Peeters
14. Geert Antonio
15. Frank Geets
16. Sadia Choukri
17. Annelies Guldentops
18. Geert Van Laer
19. Willy Anthonis
20. Lisette Weets
21. Jan Vangheel
22. Christel Cottenie
23. Vera Celis
24. Kris Van Dijck

### Opvolgers
1. Bert Wollants
2. Els Baeten
3. Fred Entbrouxk
4. Joziena Bennenbroek-Slegers
5. Ken Casier
6. Marc Smans
7. Bruno Peeters
8. Liesbeth Verstreken
9. Erica Era
10. Marleen Van Hauteghem
11. Alfons Daems
12. Kathelijne Toen
13. Marc Hendrickx

## Brussel-Halle-Vilvoorde

### Effectieven
1. Ben Weyts
2. Nadia Sminate
3. Kristien Van Vaerenbergh
4. Linda Mbungu-Dinkueno
5. Etienne Keymolen
6. Joris Kelchtermans
7. Guy Uyttersprot
8. Erik Rennen
9. Sara Rampelberg
10. Jan Couck
11. Pieter Van Grunderbeek
12. Elke Van Neyghem
13. Paul Van Den Bosch
14. Lieve De Witte
15. Elke Wouters
16. Marleen Van De Wiele
17. Bano Zaka Atia
18. Marleen Van Hassel-De Kegel
19. Renaat Huysmans
20. Linda De Dobbeleer-Van Den Eede
21. Paul De Ridder
22. Luc Deconinck

### Opvolgers
1. Karl Vanlouwe
2. Isabelle Pierreux
3. Frank Vandendael
4. Ingrid Van Grembergen
5. Johnny De Brabanter
6. Magda Debrouwer
7. Joke Ots
8. Marleen Van Der Borgt
9. Sven De Paepe
10. Els Menu
11. Willy Segers
12. Geert De Cuyper

## Leuven

### Effectieven
1. Theo Francken
2. Els Demol
3. Hubert Keyaerts
4. Hilde Kaspers
5. Luk Bellens
6. Bart Nevens
7. Tine Eerlingen

### Opvolgers
1. Sonia Van Laere
2. Arnout Coel
3. Katleen D'Haese
4. Frank Vannetelbosch
5. Annemie Minten
6. Jos Verstraeten

## Limburg

### Effectieven
1. Frieda Brepoels
2. Steven Vandeput
3. Karolien Grosemans
4. Walter Bollen
5. Ann Baptist
6. Hans Govaerts
7. Frieda Neyens
8. Werner Janssen
9. Katja Verheyen
10. Piet Van Berkel
11. Simonne Janssens-Vanoppen
12. Jan Peumans

### Opvolgers
1. Peter Luykx
2. Veerle Wouters
3. Geert Gerits
4. Anita Dekkers
5. Pierke Joosten
6. Annette Stulens
7. Lies Jans

## Oost-Vlaanderen

### Effectieven
1. Siegfried Bracke
2. Sarah Smeyers
3. Karel Uyttersprot
4. Peter Dedecker
5. Ingeborg De Meulemeester
6. Miranda Van Eetvelde
7. William De Windt
8. Nadine De Stercke
9. Leen De Backer
10. Koen D'Haenens
11. Dimitri Van Hoey
12. Veerle De Brauwere
13. Rufij Baeke
14. Eric Sheire
15. Filip D'Hose
16. Karlijn Deene
17. Irène Gorrebeeck
18. Katrien Foucart
19. Eva Paelinck
20. Lieven Dehandschutter

### Opvolgers
1. Peter Buysrogge
2. Yirka Beeckman
3. Erwin Van Heesvelde
4. Annemie Demuyt
5. Eric De Neve
6. Eric Merckx
7. Kurt Moens
8. Marianne Matthys
9. Maria Dhollander
10. Lies Nys
11. Matthias Diependaele

## West-Vlaanderen

### Effectieven
1. Geert Bourgeois
2. Daphné Dumery
3. Manu Beuselinck
4. Koenraad Degroote
5. Eva Vandemeulebroucke
6. Brecht Arnaert
7. Kristof Pillaert
8. An Capoen
9. Marniek De Bruyne
10. Mieke Van Hootegem
11. Machteld Vanhee
12. Ellen Devriendt
13. Gudrun Platevoet
14. Dirk Cardoen
15. Wilfried Vandaele
16. Danielle Godderis-T'Jonck

### Opvolgers
1. Bert Maertens
2. Cathy Coudyser
3. Cindy Verbrugge
4. Hannelore Carlu
5. Matthieu Moreels
6. Ben Glorieux
7. Gijs Degrande
8. Veronique Beeuwsaert
9. Jean-Marie Bogaert

## Senaat

### Effectieven
1. Bart De Wever
2. Helga Stevens
3. Louis Ide
4. Lieve Maes
5. Danny Pieters
6. Kim Geybels
7. Elke Sleurs
8. Bruno Vandicke
9. Inge Faes
10. Annemie Charlier
11. Marie-Pierre Moulin-Romsee
12. Katleen Bury
13. David Geens
14. Filip Daem
15. Koen Dillen
16. Bart Vandekerckhove
17. Goedele Vermeiren
18. Ine Tombeur
19. Georges Defreyne
20. Jos Van Elslande
21. Herman Geyskens
22. Ingrid Reubens
23. Mia De Brouwer
24. David Manaigre
25. Philippe Muyters

### Opvolgers
1. Patrick De Groote
2. Liesbeth Homans
3. Frank Boogaerts
4. Luc Sevenhans
5. Piet De Bruyn
6. Sabine Vermeulen
7. Dirk Rochtus
8. Hilde Lefere-Desimpelaere
9. Erna Scheerlinck
10. Veerle Stassijns
11. Anneleen Remans
12. Monica Bruylandt-Van De Velde
13. Guy Thys
14. Bart De Nijn